# Lillören (Eckerö, Åland)
Lillören är en ö i Åland (Finland). Den ligger i Ålands hav och i kommunen Eckerö i landskapet Åland, i den sydvästra delen av landet. Ön ligger omkring 20 kilometer väster om Mariehamn och omkring 300 kilometer väster om Helsingfors.
Öns area är 3,1 hektar och dess största längd är 340 meter i nord-sydlig riktning.